# Bartholomäus von Testa
Freiherr Bartholomäus von Testa (* 23. September 1723 in Konstantinopel; † 20. März 1809 in Konstantinopel) war ein österreichischer Dolmetscher und Diplomat. 

## Leben

### Herkunft und Familie

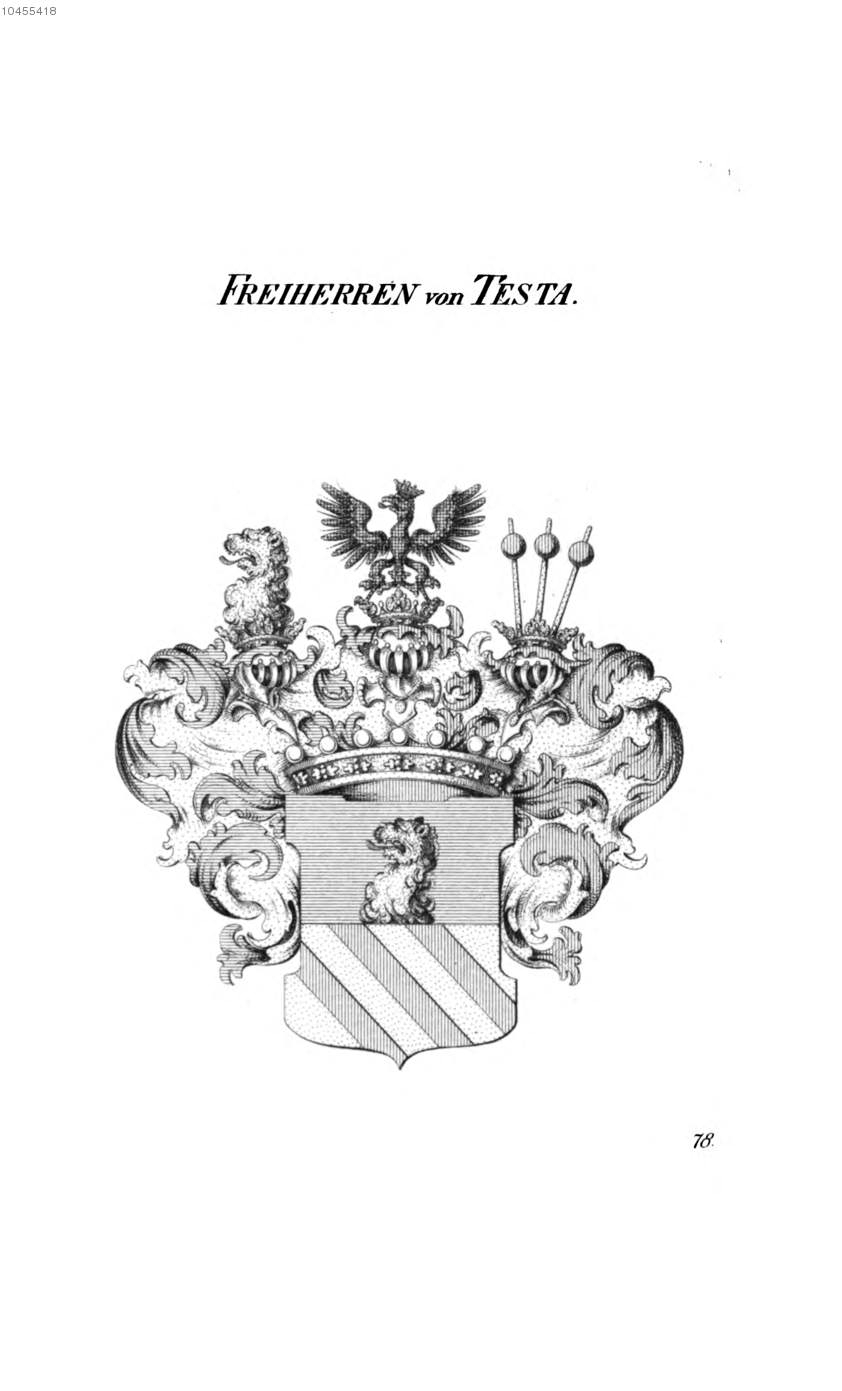
Familienwappen, aus: Tyroff: Wappenbuch der österr. Monarchie, 1831–1868

Bartholomäus (auch Bartholomeo) gehörte zu der ursprünglich aus Genua stammenden und bereits vor 1463 in Konstantinopel nachweisbaren Familie Testa, deren Mitglieder vom 17. bis zum 19. Jahrhundert für eine Reihe europäischer Fürsten die Dragomane und Gesandten an der Hohen Pforte stellten. Seine Eltern waren Gaspard Testa (1684–1758) und Maria (1690–1764) geb. de Negri. 
Am 18. Januar 1761 heiratete er Thérèse (1743–1798) geb. Fonton, Tochter des Ersten Dragomans an der französischen Botschaft. Von den aus dieser Ehe hervorgegangenen Kindern haben folgende das Erwachsenenalter erreicht:
- Heinrich (1763–1789) ⚭ 1787 Catherine Matatrelli
- Johann Anton (1768–1839)

⚭ 1797 Lucrece Beneveni
⚭ 1813 Lucia Maria Magdalena de Chirico
- Elisabeth (1769–1846) ⚭ 1786 Ignaz von Stürmer (1752–1829)
- Gaspard (1777–1814) ⚭ 1805 Philippine (1775–1855)  von Lütgendorff-Leinburg

### Werdegang
Bartholomäus Testa stand von 1740 bis 1802 über 60 Jahre lang im auswärtigen Dienst der Habsburgermonarchie und war der erste seiner Familie, der im Osmanischen Reich in österreichischen Diensten wirkte: bis 1747 als Dolmetscher (Dragoman), unter anderem bei Friedensverhandlungen in Algier, die zum Aachener Friedensabschluss vom 8. Oktober 1748 führten. Ab 1777 zum Ersten Dolmetscher befördert, wurde er 1782 zum Hofrat ernannt und 1783 in den Ritter-, 1803 in den österreichischen Freiherrenstand erhoben. Ab 1791 im Rang eines Geschäftsträgers, diente Testa auch als Chef der Botschaftskanzlei und 1791 bis 1792 sowie 1802 wiederholt als Missionschef. 1802 wurde Testa in den Ruhestand entlassen.